# Nothoscordum boliviense
Nothoscordum boliviense är en amaryllisväxtart som beskrevs av Pierfelice Ravenna. Nothoscordum boliviense ingår i släktet vaniljlökar, och familjen amaryllisväxter. Inga underarter finns listade i Catalogue of Life.